# 創元会
一般社団法人 創元会（そうげんかい）は、油彩画を中心に、水彩画、日本画、アクリル画、テンペラ画、 版画等を対象としている日本の美術団体である。公募展「創元展」を毎年開催しているほか、研究会や講習会などを実施している。日展傘下７団体「（白日会 (1924年発足)、光風会 (1932)、東光会 (1932)、一水会 (1936)、創元会 (1940)、示現会 (1947)、日洋会 (1976)」のひとつ。

## 概要
1940年（昭和15年）、「我等は、誠実、情熱、知性の三つによって中庸に立脚し、新しき絵画を創造せんとす。故に場合によってはあえて独断を辞せず」を趣旨として、 阿以田治修、安宅安五郎、大久保作次郎、 金澤重治、小柴錦侍、佐竹徳次郎(徳)、鈴木千久馬、中野和高、矢島堅士、柚木久太、吉村芳松の11名によって創立。1940年（昭和16年）5月に公募制による第1回展を開催。

## 組織
会員の種別は、会員、準会員、会友の3つである。
役員として、理事長1名、副理事長1名、常務理事3名、理事9名、幹事2名がいる。
支部については、函館、青森、宮城、茨城、群馬、埼玉、千葉、東京、神奈川、山梨、長野、新潟、富山、静岡、愛知、三重、京都、大阪、兵庫、鳥取、岡山、山口、香川、愛媛、高知、福岡、佐賀、長崎、熊本、大分、宮崎、鹿児島、沖縄の33支部がある。

## 創元展
1940年（昭和16年）5月より開催され、2019年現在78回を数える歴史ある公募展である。